# 할퀴온관박쥐
할퀴온관박쥐(Rhinolophus alcyone)는 관박쥐과에 속하는 박쥐의 일종이다. 카메룬과 콩고, 콩고민주공화국, 코트디부아르, 적도기니, 가나, 기니, 케냐, 라이베리아, 나이지리아, 세네갈, 남수단, 토고, 우간다에서 발견되고 가봉과 시에라리온에서도 서식하는 것으로 추정된다. 자연 서식지는 아열대 또는 열대 기후 지역의 건조림과 습윤 저지대 숲, 습윤 사바나 지역, 동굴 기타 지하 서식지이다. 서식지 감소로 위협을 받고 있다.